# ۱۴۷۰ (میلادی)
۱۴۷۰ (میلادی) هزارو چهارصد و هفتادمین سال تقویم میلادی است.

## زادگان
- ۲۰ مه - پیترو بمبو، کاردینال ایتالیایی
- ۳۰ ژوئن - شارل هشتم، پادشاه فرانسه
- ۳۰ ژوئیه - هونگ‌جی، نهمین امپراتور دودمان مینگ در چین
- ۴ نوامبر - ادوارد پنجم، پادشاه انگلستان

## درگذشتگان
- شیا چانگ، نقاش چینی
- ۱۵ مه – کارل هشتم سوئد، سیاست‌مدار سوئدی (ز. ۱۴۰۹)